# 9349 Lucas
9349 Lucas (1991 SX) là một tiểu hành tinh vành đai chính được phát hiện ngày 30 tháng 9 năm 1991 bởi R. H. McNaught ở Siding Spring.